# Andréanne Langlois
Andréanne Langlois (Quebec, 1 de abril de 1993) es una deportista canadiense que compite en piragüismo en la modalidad de aguas tranquilas.
Ganó una medalla de bronce en el Campeonato Mundial de Piragüismo de 2022 y cuatro medallas en los Juegos Panamericanos de 2019.

## Palmarés internacional
| Campeonato Mundial   | Campeonato Mundial | Campeonato Mundial | Campeonato Mundial |
| Año                  | Lugar              | Medalla            | Competición        |
| -------------------- | ------------------ | ------------------ | ------------------ |
| 2022                 | Halifax (Canadá)   | Medalla de bronce  | K2 200 m           |
| Juegos Panamericanos |                    |                    |                    |
| Año                  | Lugar              | Medalla            | Competición        |
| 2019                 | Lima (Perú)        | Medalla de oro     | K2 500 m           |
| 2019                 | Lima (Perú)        | Medalla de oro     | K4 500 m           |
| 2019                 | Lima (Perú)        | Medalla de plata   | K1 200 m           |
| 2019                 | Lima (Perú)        | Medalla de plata   | K1 500 m           |